# Basketball Champions League Asia - East
La Basketball Champions League Asia – East, conosciuta anche come BCL Asia–East è un torneo di qualificazione per la Basketball Champions League Asia, introdotto nel 2024. Vi partecipano le squadre di club provenienti dalle sotto-zone dell'Asia Orientale (EABA) e del Sud-est asiatico (SEABA) di FIBA Asia.

## Storia
La Basketball Champions League Asia, il massimo torneo per squadre di club di pallacanestro della FIBA Asia, era precedentemente conosciuta come FIBA Asia Champions Cup. Ha adottato il nome attuale nel 2024. Per determinare le due squadre provenienti dall’Asia Orientale e dal Sud-est asiatico nella competizione continentale, è stato organizzato un torneo di qualificazione senza un marchio ufficiale in vista della prima edizione del  2024.
Per l’edizione 2025, il torneo di qualificazione tenutosi nello stesso anno ha assunto il nome ufficiale di Basketball Champions League Asia – East. Oltre a qualificare due squadre per la fase finale del torneo principale, il vincitore della finale è stato incoronato campione della BCL Asia–East. La prima edizione della nuova competizione è stata vinta dagli Ulaanbaatar Xac Broncos della Mongolia.

## Albo d'Oro
BCL Asia Qualifiers
| 2024 Dettagli | Indonesia | Pelita Jaya | Formato a girone | Matrix Deers | Prawira Bandung | Formato a girone | Eastern Hong Kong | 8 |

BCL Asia East
| 2025 Dettagli | Mongolia | Khasin Khuleguud | 86–77 | Taoyuan Pilots | Pelita Jaya | 103–74 | N. T. Kings | 8 |

## Vittorie per club
| Club             | Vittorie | 2° posto | Edizioni vinte | Edizioni 2° posto |
| ---------------- | -------- | -------- | -------------- | ----------------- |
| Khasin Khuleguud | 1        | 0        | 2025           | —                 |
| Pelita Jaya      | 1        | 0        | 2024           | —                 |
| Matrix Deers     | 0        | 1        | —              | 2024              |
| Taoyuan Pilots   | 0        | 1        | —              | 2025              |

## Squadre partecipanti alla BCLA-EAST
La seguente lista riporta l'elenco delle squadre che hanno disputato almeno una partita ufficiale della competizione.
| Nazione        | App. | Club              | Edizioni   |
| -------------- | ---- | ----------------- | ---------- |
| Indonesia (2)  | 2    | Pelita Jaya       | 2024, 2025 |
| Indonesia (2)  | 1    | Prawira Bandung   | 2024       |
| Mongolia (2)   | 2    | Khasin Khuleguud  | 2024, 2025 |
| Mongolia (2)   | 2    | Bishrelt Metal    | 2024, 2025 |
| Taipei (2)     | 1    | N. T. Kings       | 2025       |
| Taipei (2)     | 1    | Taoyuan Pilots    | 2025       |
| Thailandia (1) | 2    | Hi-Tech Bangkok   | 2024, 2025 |
| Malesia (1)    | 2    | Matrix Deers      | 2024, 2025 |
| Singapore (1)  | 2    | Adroit            | 2024, 2025 |
| Hong Kong (1)  | 1    | Eastern Hong Kong | 2024       |